# Oliarus yangi
Oliarus yangi är en insektsart som beskrevs av Tsaur 1989. Oliarus yangi ingår i släktet Oliarus och familjen kilstritar. Inga underarter finns listade i Catalogue of Life.